# Limfangitis
La limfangitis és una inflamació dels canals o vasos limfàtics que ocorre com a resultat d'una infecció en una àrea distal del canal. La causa més comuna en humans de limfangits és Streptococcus pyogenes (estreptococ del grup A), tot i que també pot ser causada pel fong Sporothrix schenckii.